# Королівська битва (2017)
Королівська битва (2017) (анґл. Royal Rumble (2017)) — це щорічне pay-per-view-шоу, яке проводить федерація реслінґу WWE. Шоу пройшло 29 січня 2017 року на арені Alamodome у місті Сан-Антоніо, штат Техас, США. Це було тридцяте шоу в історії «Королівської битви». Вісім матчів відбулися під час шоу, три з них перед показом
Джон Сіна здобув перемогу в одиночному поєдинку проти Ей Джей Стайлз за чемпіонство WWE, і став 16 кратним світовим чемпіоном, зрівнявшись з Ріком Флером за кількістю титулів. У головній події взяли участь 30 рестлерів Raw та SmackDown, де переможець, котрим став Ренді Ортон, отримав матч за головний титул свого бренду на Реслманії 33.